# 第51届国际足联大会
第51届国际足联大会是1998年6月6日至8日于法国巴黎春分会议厅举办的国际足联大会。这次大会是国际足联历史上最后一次半年举办一届的国际足联大会，自此之后国际足联大会以每年一届的形式举办。本次大会通过投票的形式选举出了第8届国际足联主席塞普·布拉特。

## 大会内容
第51届国际足联大会于1998年6月6日至8日在法国巴黎春分会议厅召开。虽然在投票之前，瑞典人伦纳特·约翰松被欧足联认为是更有可能当选主席的候选人，但通过长达三个多小时的投票，来自瑞士的塞普·布拉特以111:80的投票结果击败伦纳特·约翰松当选第8届国际足联主席。
虽然在选举国际足联主席时，第一轮的投票并不起决定性作用，但由于塞普·布拉特在第一轮就获得了111张投票，仅获80张投票的伦纳特·约翰松承认了这个结果，所以塞普·布拉特在第二轮中直接获胜，成功当选第8届国际足联主席。

### 投票结果
| 第51届国际足联大会 1998年6月8日 – 法国巴黎 |        |        |
| 候选人                                     | 第一轮 | 第二轮 |
| 塞普·布拉特                                | 111    | 当选   |
| 伦纳特·约翰松                              | 80     | 落选   |